# Sven Sladek

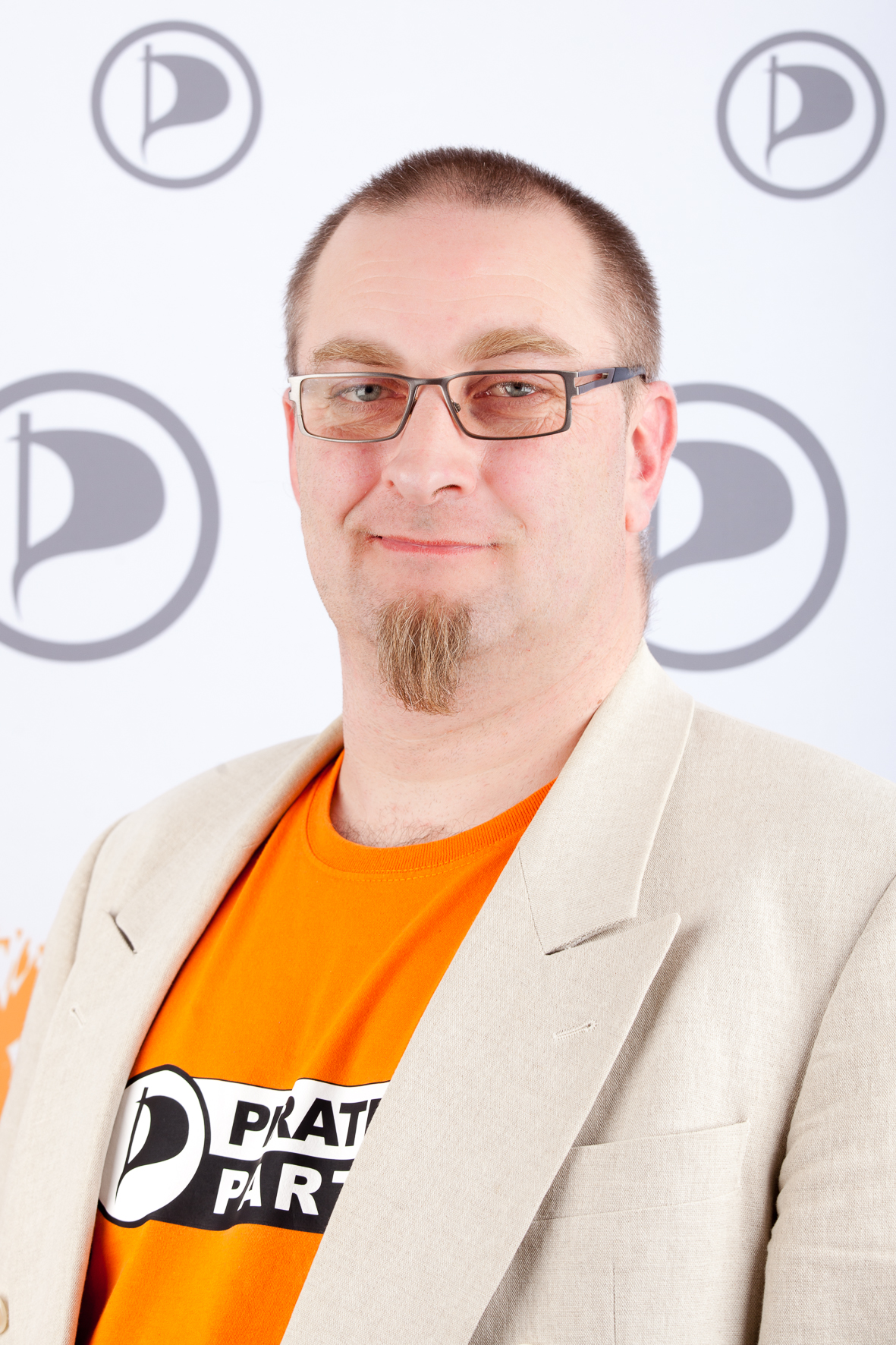
Sven Sladek (2013)

Sven Sladek (* 19. Oktober 1970 in Essen) ist ein deutscher Politiker. Von 2012 bis 2013 war er Vorsitzender der Piratenpartei Nordrhein-Westfalen, 2015 trat er aus der Partei aus.

## Politisches Wirken
Sladek trat im Juni 2009 in die Piratenpartei ein. Er engagierte sich im Bereich Sozialpolitik und trat nach eigenen Angaben insbesondere für ein bedingungsloses Grundeinkommen nach den Vorstellungen von Götz Werner – mit einigen Änderungen bezüglich der Finanzierung – ein. Von 2010 bis Juni 2012 war er Vorsitzender des Kreisverbandes Soest, anschließend Ehrenvorsitzender.
Bei der Landtagswahl in Nordrhein-Westfalen 2010 kandidierte er als Direktkandidat im Landtagswahlkreis Soest I, kam aber mit 1,4 % Erststimmen nur auf Platz 6. Am 30. Juni 2012 kandidierte Sladek auf dem Parteitag in Dortmund um das Amt des Vorsitzenden des nordrhein-westfälischen Landesverbandes und konnte sich gegen seine insgesamt sechs Mitbewerber, auch den bisherigen Landesvorsitzenden Michele Marsching, durchsetzen.
Sladek kandidierte auf Platz 19 der Landesliste der Piratenpartei Nordrhein-Westfalen zur Bundestagswahl 2013. Am 4. April 2013 zog er nach scharfer Kritik am Vorstand seine Kandidatur zurück. Seine Direktkandidatur im Bundestagswahlkreis Soest erhielt er jedoch aufrecht und erzielte 2,4 % der Stimmen.
Bei der Kommunalwahl 2014 wurde er in den Soester Stadtrat gewählt. Des Weiteren kandidierte er um das Amt des Bürgermeisters von Soest, erhielt hierbei jedoch nur 3 % der Stimmen.
Sladek ist Mitglied der 14. Verbandsversammlung des Landschaftsverbands Westfalen-Lippe und fungiert dort als Sprecher der Gruppe der LWL-Piraten.
Im September 2015 trat Sladek aus der Piratenpartei aus.